# Humbertioturraea labatii
Humbertioturraea labatii är en tvåhjärtbladig växtart som beskrevs av Lescot & Callm.. Humbertioturraea labatii ingår i släktet Humbertioturraea och familjen Meliaceae. Inga underarter finns listade i Catalogue of Life.